# Lara Matheis
Lara Matheis (ur. 2 sierpnia 1992) – niemiecka lekkoatletka specjalizująca się w biegach sprinterskich.
Srebrna medalistka IAAF World Relays (2017).
Medalistka mistrzostw Niemiec.

## Osiągnięcia
| Rok  | Impreza                                 | Miejsce | Konkurencja             | Lokata     | Wynik   |
| ---- | --------------------------------------- | ------- | ----------------------- | ---------- | ------- |
| 2017 | IAAF World Relays                       | Nassau  | sztafeta 4 × 200 metrów | 2. miejsce | 1:30,68 |
| 2017 | Superliga drużynowych mistrzostw Europy | Lille   | sztafeta 4 × 100 metrów | 1. miejsce | 42,47   |

## Rekordy życiowe
- bieg na 60 metrów (hala) – 7,34 (2017)
- bieg na 100 metrów – 11,70 (2015) / 11,45w (2013)
- bieg na 200 metrów (stadion) – 23,72 (2016)
- bieg na 200 metrów (hala) – 23,19 (2017)